# اندری یودین
اندری یودین (اوکراینی: Андрій Вікторович Юдін؛ زادهٔ ۲۸ ژوئن ۱۹۶۷) بازیکن فوتبال اهل اتحاد جماهیر شوروی سوسیالیستی است.
از باشگاه‌هایی که در آن بازی کرده‌است می‌توان به باشگاه فوتبال کریفباس کریفیی ریه، باشگاه فوتبال تورپیدو زاپروژیا، باشگاه فوتبال دنیپرو، باشگاه فوتبال زسکا روستوف-نا-دونو، و باشگاه فوتبال کوبان کراسنودار اشاره کرد.
وی همچنین در تیم ملی فوتبال اوکراین بازی کرده‌است.